# A Girl, a Bottle, a Boat
A Girl, a Bottle, a Boat è il decimo album in studio del gruppo musicale statunitense Train, pubblicato il 27 gennaio 2017 dalla CBS Records.

## Tracce
1. Drink Up – 3:30
2. Play That Song – 4:03
3. The News – 3:16
4. Lottery – 2:34
5. Working Girl – 3:44
6. Silver Dollar – 3:01
7. Valentine – 3:25
8. What Good Is Saturday – 3:44
9. Loverman (featuring Priscilla Renea) – 2:41
10. Lost and Found – 3:28
11. You Better Believe – 3:43

## Formazione
Gruppo
- Pat Monahan – voce, chitarra acustica
- Jerry Becker – tastiera, chitarra
- Hector Maldonado – basso
- Luis Maldonado – chitarra
- Drew Shoals – batteria

Altri musicisti
- Ron "Neff U" Feemstar – tastiera
- Ilsey Juber – voce
- William Larsen – basso, chitarra, tastiera, percussioni
- Priscilla Renea – voce ospite in Loverman
- Max Schneider – voce
- Suzy Shinn – voce
- Jake Sinclair – cori, basso, tastiera, percussioni